# Glyphochilus montanus
Glyphochilus montanus là một loài bọ cánh cứng trong họ Elateridae. Loài này được Blackburn miêu tả khoa học năm 1892.